# عبد الجليل جبيرة
عبد الجليل جبيرة لاعب كرة قدم مغربي مزداد بمراكش في الفاتح من شتنبر 1990 يلعب حاليا ضمن فريق الرجاء البيضاوي منذ سنة 2014 قادما إليه من الكوكب المراكشي

## الإنجازات
الرجاء الرياضي
- البطولة الوطنية المغربية : 2020
- كأس العرش : 2017
- كأس شمال أفريقيا للأندية البطلة : 2015
- كأس العرب للأندية الأبطال : 2020[1]
- كأس الكونفيدرالية الأفريقية (2) : 2018، 2021
- كأس السوبر الأفريقي : 2019

## روابط خارجية
- عبد الجليل جبيرة على موقع قاعدة بيانات كرة القدم.إي يو (الإنجليزية)
- عبد الجليل جبيرة على موقع ناشيونال فوتبول تيمز (الإنجليزية)
- عبد الجليل جبيرة على موقع Soccerway.com (الإنجليزية)

- Fiche d'Abdeljalil Jbira sur footballdatabase.eu
- Entretien avec Abdeljalil Jbira, défenseur latéral du KACM et international marocain, sur جريدة الصباح، le 10